# Mistrovství světa v šachu žen 1935
Pátý turnaj mistrovství světa v šachu žen proběhl v srpnu v roce 1935 ve Varšavě v Polsku. Turnaj uspořádala FIDE v rámci 6. šachové olympiády. Zúčastnilo se 10 šachistek ze 7 zemí (Rakousko, Anglie, Dánsko, Československo, Irsko, Norsko a Polsko). Hrálo jednokolově každá s každou. Věra Menčíková opět zvítězila ve všech partiích, zatímco boj o zbývající medaile byl jako na předchozích mistrovstvích velmi vyrovnaný. Druhá Regina Gerlecká získala 6,5 bodů a třetí Gisela Harumová 6 bodu.

## Tabulka
| 1  | Věra Menčíková       | Československo |   | 1 | 1 | 1 | 1 | 1 | 1 | 1 | 1 | 1 |  | 9 | 0 | 0 | 9  | 1    |
| 2  | Regina Gerlecká      | Polsko         | 0 |   | ½ | ½ | 1 | 1 | 1 | ½ | 1 | 1 |  | 5 | 1 | 3 | 6½ | 2    |
| 3  | Gisela Harumová      | Rakousko       | 0 | ½ |   | ½ | 1 | 1 | 1 | 1 | 0 | 1 |  | 5 | 2 | 2 | 6  | 3    |
| 4  | Olga Menčíková       | Československo | 0 | ½ | ½ |   | ½ | ½ | ½ | 1 | 1 | 1 |  | 3 | 1 | 5 | 5½ | 4    |
| 5  | H. Thierryová        | Dánsko         | 0 | 0 | 0 | ½ |   | 1 | 1 | ½ | 1 | 1 |  | 4 | 3 | 2 | 5  | 5    |
| 6  | Róża Hermanowá       | Polsko         | 0 | 0 | 0 | ½ | 0 |   | 0 | 1 | 1 | 1 |  | 3 | 5 | 1 | 3½ | 6—7  |
| 7  | Edith Hollowayová    | Anglie         | 0 | 0 | 0 | ½ | 0 | 1 |   | 0 | 1 | 1 |  | 3 | 5 | 1 | 3½ | 6—7  |
| 8  | Carthy Skjönsbergová | Norsko         | 0 | ½ | 0 | 0 | ½ | 0 | 1 |   | 1 | 0 |  | 2 | 5 | 2 | 3  | 8    |
| 9  | Natalija Kowalská    | Polsko         | 0 | 0 | 1 | 0 | 0 | 0 | 0 | 0 |   | ½ |  | 1 | 7 | 1 | 1½ | 9—10 |
| 10 | A.M.S. O'Shannonová  | Irsko          | 0 | 0 | 0 | 0 | 0 | 0 | 0 | 1 | ½ |   |  | 1 | 7 | 1 | 1½ | 9—10 |